# Marshall Rosenbluth
Marshall Nicholas Rosenbluth (n. 5 februarie 1927 - d. 28 septembrie 2003) a fost un  fizician evreu-american, specialist în fizica plasmei.
În 1997 a fost recompensat cu National Medal of Science pentru descoperirile sale în domeniul fuziunii nucleare și al mecanicii statistice.
De asemenea, a mai primit: Premiul Ernest Lawrence (1964), Albert Einstein Award (1967), "Premiul James Clerk Maxwell pentru Fizica Plasmei" (1976), Premiul Enrico Fermi (1985) și "Premiul Hannes Alfvén" (2002).
În 1953, împreună cu Nicholas Metropolis și Edward Teller, a scris o lucrare care a reprezentat un important punct de plecare în aplicarea metodei Monte Carlo în mecanica statistică.